# Stevie Wermers
Pour les articles homonymes, voir Wermers.
Stevie Wermers-Skelton est une artiste et réalisatrice américaine qui travaille aux Walt Disney Animation Studios.

## Biographie

### Formation
- California Institute of the Arts

## Filmographie partielle

### Comme scénariste
- 1999 : Tarzan: Special Edition (Tarzan)
- 2003 : Frère des ours (Brother Bear)
- 2007 : Comment brancher son home cinéma (How to Hook Up Your Home Theater)
- 2009 : Lutins d'élite, mission Noël (Prep and Landing) (TV)
- 2010 : Prep & Landing Stocking Stuffer: Operation: Secret Santa (TV)
- 2011 : La Ballade de Nessie
- 2011 : Lutins d'élite : La Grande Aventure de Rikiki (Prep & Landing: Tiny's Big Adventure) (vidéo)
- 2011 : Lutins d'élite : Opération Secret du Père Noël (Prep & Landing: Naughty vs. Nice) (TV)